# オードリー・ヘプバーン (映画)
『オードリー・ヘプバーン』（原題：Audrey）は、女優オードリー・ヘプバーンの生涯を描いた2020年のイギリスのドキュメンタリー映画。オードリー・ヘプバーンの息子のショーン、孫のエマ、『ニューヨークの恋人たち』の監督のピーター・ボグダノヴィッチ、『オールウェイズ』でヘプバーンと共演したリチャード・ドレイファスなどがインタビューで出演する。日本国外ではDVD、ブルーレイ、ネット配信で公開されたが、日本では2022年5月6日にスター・チャンネルによって劇場公開された。5.1ch、ビスタ・サイズ。

## 概要
女優オードリー・ヘプバーンの生涯や私生活を、数多く残されたヘプバーンの貴重なアーカイブ映像と写真をリマスターし、ヘプバーンの長男 ショーン・ヘプバーン・ファーラー、孫の エマ・キャスリーン・ヘプバーン・ファーラーなど本当のヘプバーンを知る、今や数少ないヘプバーンと関わりのあった友人やその子供たち、監督、共演者などのインタビューで解き明かしていく。
またヘプバーンの若い頃の夢であった職業のバレリーナ3人によってヘプバーンが表現されている。振付師は ウェイン・マクレガー。

## あらすじ
1929年に生まれたオードリー・ヘプバーンは両親の離婚、第二次世界大戦、バレエ・ダンサーとしての挫折を乗り越えて大スターになり、やがて映画界とファッション界のアイコンとなっていく。二度の結婚の失敗のあと1993年に亡くなるまで、晩年はユニセフで世界の恵まれない子どもたちのために尽力した。しかし愛の塊であったヘプバーンは、実は愛に飢えていた人でもあった。

## 出演者
※括弧内は日本語吹替
- オードリー・ヘプバーン（アーカイブ映像での出演）（池田昌子）
- ショーン・ヘプバーン・ファーラー（英語版）（谷昌樹） - ヘプバーンの長男。
- エマ・キャスリーン・ヘプバーン・ファーラー（英語版）（佐藤里緒） - ヘプバーンの孫。ショーンの娘。
- ピーター・ボグダノヴィッチ（秋元羊介） - ヘプバーンの『ニューヨークの恋人たち』を監督。
- リチャード・ドレイファス（樋浦勉） - ヘプバーンの遺作『オールウェイズ』で共演。
- アンナ・カタルディ（英語版）（沢田敏子） - ヘプバーンの友人。『愛と哀しみの果て』のプロデューサーの1人であり、ヘプバーンに主役を演じるように説得していた[2]。
- マイケル・アヴェドン（英語版）（早川毅） - ヘプバーンの写真を数多く撮った写真家リチャード・アヴェドンの孫。
- クレア・ワイト・ケラー（英語版）（桜岡あつこ） - ジバンシィの元アーティスティック・ディレクター。
- エディス・レデラー（久保田民絵） - 戦場ジャーナリスト。
- クレマンス・ブールーク（八十川真由野） - ヘプバーンの伝記作家。
- ジョン・アイザック（佐々木省三） - ユニセフの写真家。
- ジョン・ローリング（英語版）（小林操） - ティファニーの名誉デザインディレクター。
- ニロ・イアコボーニ（石原辰巳） - メイクアップアーティスト。
- アンドリュー・ウォルド（楠見尚己） - ヘプバーンの親友コニー・ウォルドの息子。
- ピエルルイジ・オルネス（後藤光祐） - ヘプバーンの家で働いていた女性の息子。
- マレリーナ・ヒラ - ヘプバーンの家族ぐるみの友人。
- ミタ・ウンガロ（高島雅羅） - ヘプバーンの家族ぐるみの友人。
- モリー・ハスケル（小夏ゆみこ） - 映画評論家。

ヘプバーンを表現する3人のバレエ・ダンサー
- キーラ・ムーア - 子どもの頃のヘプバーンを表現。
- フランチェスカ・ヘイワード（英語版） - 英国ロイヤル・バレエ団のプリンシパル。ハリウッド時代のヘプバーンを表現。
- アレッサンドラ・フェリ - 今までに13人しか授与されていない最高位の「プリマ・バレリーナ・アッソルータ」の称号を持つバレエ・ダンサー。晩年のオードリーを表現。